# Bitwarden
Bitwarden este un serviciu freemium open-source de gestionare a parolelor⁠(d) care este utilizat pentru a stoca informații sensibile, cum ar fi acreditările site-urilor web, într-un seif criptat. Platforma găzduiește mai multe aplicații client, inclusiv o interfață web⁠(d), aplicații desktop, extensii de browser⁠(d), aplicații mobile și o interfață de linie de comandă. Platforma oferă un serviciu gratuit găzduit în cloud în SUA sau Europa, precum și posibilitatea de a se găzdui singur⁠(d).
Aplicațiile desktop sunt disponibile pentru Windows, MacOS și Linux. Extensiile de browser includ Chrome, Firefox, Safari, Edge, Opera, Vivaldi, Arc⁠(d), Brave și Tor. Sunt disponibile aplicații mobile pentru Android, iPhone și iPad.
Funcționalitățile clientului includ autentificarea 2FA, autentificarea fără parolă⁠(d), deblocarea biometrică, gestionarea cheilor de acces⁠(d), un generator aleatoriu de parole⁠(d), un instrument de testare a puterii parolei⁠(d), completare automată⁠(d) pentru autentificare/formular/aplicație, capacitatea de sincronizare pe platforme și dispozitive nelimitate, stocarea unui număr nelimitat de elemente și stocarea unei varietăți de informații, inclusiv cardul de credit.

## Caracteristici
Bitwarden utilizează criptare cu cunoaștere zero, ceea ce înseamnă că societatea nu poate vedea datele utilizatorilor săi. Acest lucru se realizează prin criptarea end-to-end datelor din seif cu AES-CBC⁠(d) 256-bit și prin utilizarea PBKDF2⁠(d) SHA-256/Argon2id⁠(d) pentru a obține cheia de criptare. Bazele de cod ale clienților PC, aplicațiilor mobile și serverului sunt open-source. Anual sunt efectuate audituri de securitate de către terți și este instituit și un program de divulgare a vulnerabilităților⁠(d). Bitwarden este în conformitate cu HIPAA⁠(d), GDPR, CCPA⁠(d), SOC 2⁠(d), SOC 3⁠(d), și cadrele EU-US⁠(d) și Swiss-US Privacy Shield.
Bitwarden oferă sincronizare în cloud cu servere situate în SUA și UE. În plus, utilizatorii au și posibilitatea de a-și găzdui propriul server.
Clienții sunt oferite ca interfață web, aplicație desktop (Windows, macOS și Linux), extensii de browser (Chrome, Firefox, Safari, Edge, Opera, Vivaldi, Arc, Brave și Tor), aplicații mobile (Android, iOS, IPadOS⁠(d) și WatchOS⁠(d)). Sunt acceptate 50 de limbi și dialecte, deși nu toate sunt disponibile pe toți clienții.
În interiorul seifului, un utilizator poate salva autentificări (nume de utilizator și combinație de parolă, chei de autentificare și seed-uri TOTP⁠(d)), carduri (de debit și de credit), identități (date de facturare și alte informații privind o persoană) și note securizate (text în formă liberă). În plus, fiecare tip de element poate fi extins prin câmpuri personalizate și fișiere atașate, care sunt restricționate de dimensiunea fișierului în funcție de planul de abonament.
Bitwarden acceptă importul de date din peste 50 de manageri de parole, inclusiv LastPass⁠(d), 1Password⁠(d) și Keeper. Pentru exportul de date, sunt disponibile JSON, JSON criptat și CSV.
Pentru a se conecta, un utilizator poate, pe lângă o combinație de adresă de e-mail și parolă, să utilizeze și autentificarea biometrică, autentificarea cu doi factori, Single sign-on⁠(d) și conectarea fără parolă prin aprobarea notificării pe un dispozitiv mobil/desktop.
Pe lângă gestionarea parolelor, Bitwarden oferă și alte instrumente, de exemplu, un tester de rezistență a parolelor, un generator de parole/nume de utilizator, integrări cu servicii de alias/direcționare de e-mail (SimpleLogin⁠(d), AnonAddy, Firefox Relay, Fastmail⁠(d), Forward Email și DuckDuckGo) și o funcție numită „Send”. „Send” permite utilizatorilor să partajeze texte criptate de la un capăt la altul (versiunea gratuită) și fișiere (versiunile plătite) cu alte persoane. Pentru fiecare element pot fi specificate opțional o dată de expirare, o limită maximă de acces și o parolă.

## Recepție
În ianuarie 2021, în prima sa comparație a programelor de protecție a parolelor, U.S. News & World Report a selectat Bitwarden ca „Cel mai bun manager de parole”. În februarie, când concurentul LastPass⁠(d) era pe cale să elimine o caracteristică din versiunea sa gratuită, CNET a recomandat Bitwarden ca fiind cea mai bună aplicație gratuită pentru sincronizarea parolelor pe mai multe dispozitive, în timp ce Lifehacker l-a recomandat ca „cel mai bun manager de parole pentru majoritatea oamenilor.”
Criticii au lăudat funcțiile oferite în versiunea gratuită a software-ului și prețul scăzut al nivelului premium în comparație cu alte manageri. Produsul a fost numit cea mai bună „alegere bugetară” într-o comparație a managerilor de parole Wirecutter⁠(d). Implementarea sigură open-source a Bitwarden a fost, de asemenea, lăudată de critici.
Tom's guide⁠(d) a constatat că unele caracteristici sunt mai puțin intuitive decât ar putea fi, în timp ce PC Magazine a criticat prețul ridicat al nivelului business. Mobilesyrup a fost dezamăgit de grafica simplistă a interfeței cu utilizatorul și a simțit că îi lipsesc câteva caracteristici găsite în ofertele concurenților.

## Istoric
2016-2017
Bitwarden a debutat în august 2016 cu o versiune inițială de aplicații mobile pentru iOS și Android, extensii de browser pentru Chrome și Opera, și un seif web. Extensia de browser pentru Firefox a fost lansată ulterior în februarie 2017. În februarie 2017, browserul web Brave a început să includă extensia Bitwarden ca un manager de parole de înlocuire opțional.
În septembrie 2017, Bitwarden a lansat un program bug bounty la HackerOne⁠(d).
2018
În ianuarie 2018, extensia de browser Bitwarden a fost adaptată și lansată pentru browserul Apple Safari prin intermediul Safari Extensions Gallery.
În februarie 2018, Bitwarden a debutat ca o aplicație desktop autonomă pentru macOS, Linux și Windows. A fost construită ca o variantă de aplicație web a extensiei de browser și livrată pe partea de sus a Electron⁠(d). Aplicația Windows a fost lansată împreună cu extensia Bitwarden pentru Microsoft Edge în Microsoft Store o lună mai târziu.
În martie 2018, seiful web al Bitwarden a fost criticat pentru încorporarea JavaScript neconstrâns de la BootstrapCDN⁠(d), Braintree, Google, și Stripe. Aceste scripturi încorporate ar putea reprezenta un vector de atac pentru a obține acces neautorizat la parolele utilizatorilor Bitwarden. Aceste scripturi terțe au fost eliminate ca parte a actualizării Bitwarden 2. 0 Web Vault, lansată în iulie 2018.
În mai 2018, Bitwarden a lansat o aplicație command-line care permite utilizatorilor să scrie aplicații scriptate folosind datele din seifurile lor Bitwarden.
În iunie 2018, Cliqz⁠(d) a efectuat o revizuire a confidențialității și securității extensiei Bitwarden pentru browserul Firefox și a concluzionat că aceasta nu va avea un impact negativ asupra utilizatorilor săi. În urma evaluării, Bitwarden a fost disponibil ca un manager de parole opțional în browserul web Cliqz.
În octombrie 2018, Bitwarden a finalizat o evaluare de securitate, audit de cod și o analiză criptografică de la o firmă terță de audit de securitate Cure53⁠(d).
2020
În iulie 2020, Bitwarden a finalizat un alt audit de securitate din partea firmei de securitate Insight Risk Consulting pentru a evalua securitatea perimetrului rețelei Bitwarden, precum și testele de penetrare și evaluările vulnerabilității serviciilor și aplicațiilor web Bitwarden.
În august 2020, Bitwarden a obținut certificarea SOC 2 tip 2 și SOC 3.
În decembrie 2020, Bitwarden a anunțat că este conform HIPAA în plus conform față de GDPR, CCPA⁠(d), și Privacy Shield⁠(d)
2021
În august 2021, Bitwarden a anunțat că evaluarea rețelei (evaluarea securității și testarea penetrării) pentru 2021 a fost finalizat de firma Insight Risk Consulting.
2022
În septembrie 2022, compania a anunțat o finanțare de serie B de 100 de milioane de dolari; investitorul principal a fost PSG, cu participarea investitorului existent, Battery Ventures⁠(d). Investiția va fi utilizată pentru a accelera dezvoltarea produsului și creșterea companiei pentru a sprijini utilizatorii și clienții săi din întreaga lume.
2023

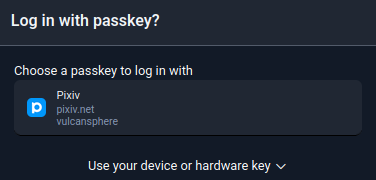
Exemplu de autentificare fără parolă cu Bitwarden

În ianuarie, Bitwarden a anunțat achiziționarea startup-ului suedez Passwordless.dev pentru o sumă nedivulgată. Passwordless.dev a oferit o soluție open source care permite dezvoltatorilor să implementeze cu ușurință autentificare fără parolă bazată pe standardele WebAuthn⁠(d) și FIDO2⁠(d). Bitwarden a lansat, de asemenea, un serviciu software beta care permite dezvoltatorilor terți utilizarea tehnologiilor biometrice de autentificare, inclusiv Touch ID, Face ID și Windows Hello în aplicațiile lor.
În februarie, Bitwarden a publicat rapoartele de evaluare a securității rețelei și de evaluare a securității care au fost efectuate de Cure53⁠(d) în mai și octombrie 2022, respectiv. Primul este legat de testarea penetrării și evaluarea securității pe IP-urile, serverele și aplicațiile web Bitwarden.
Al doilea se referea la testarea penetrării și auditul codului sursă pentru toate componentele software ale managerului de parole Bitwarden, inclusiv aplicația principală, extensia de browser, aplicația desktop, aplicația web și biblioteca TypeScript. Ghacks⁠(d) a raportat că „Nu au fost descoperite probleme critice în timpul celor două audituri. Două probleme de securitate care Cure53 le-a evaluat ca fiind severe au fost descoperite în timpul auditului codului sursă și testelor de penetrare. Acestea au fost rezolvate rapid de Bitwarden și de terțul HubSpot⁠(d). Toate celelalte probleme au fost fie evaluate scăzut sau doar informaționale."
2024
La 1 mai, Bitwarden a lansat propria sa aplicație de autentificare cu mai mulți factori, Bitwarden Authenticator.
În octombrie, Bitwarden a introdus modificări la dependențele aplicației sale desktop pentru a include un SDK cu utilizare restricționată, care ar putea împiedica publicul să construiască aplicația de la zero, invocând îngrijorări că Bitwarden se îndepărtează de principiile open-source. Kyle Spearrin a declarat în răspuns că este o problemă pe care intenționează să o rezolve și că este „doar o eroare”.